# ドラマチック22
『ドラマチック22』（ドラマチックツーツー）は、1989年10月7日から1991年3月30日まで放送されたTBS系列の2時間ドラマ。放送日時は、毎週土曜22:00 - 23:54（JST）である。

## 概要
この枠では1989年9月まで月曜 - 木曜の23時台に放送されたドラマ枠『ドラマ23』の流れを継承した若者向け作品が放送された（この番組の開始に伴い、シニア向けサスペンス関連枠は『月曜ドラマスペシャル』に移行した）。
ちなみに、1989年9月以前の22時台の時間帯は、1987年10月に『日立 世界・ふしぎ発見!』が1時間繰り上がって移動した後、半年間1時間連続ドラマ枠となり、23時台は『中村敦夫の地球発23時』を放送していたが、1988年4月から1年半は、サスペンス系の作品を中心とした2時間枠の「土曜ドラマスペシャル』が放送されていた。

## 番組案内
22:00 - 22:02（実質は22:01まで）に『今夜のドラマチック22』というタイトルで、今日のこの番組の放送内容の見どころをVTRを交えて紹介していた。
なお、中期以降は『おもしろいぞ ドラマチック22』というタイトルに改題し、各回の主演者がドラマのロケ地から今日のこの番組の放送内容の見どころをVTRを交えて紹介していた。
この番組は番組案内枠と本編枠を結合して放送していたため、番組表の放送時間案内は「22:00 - 23:54」となっていた（初回のみ24分拡大。詳細は「放映リスト」を参照）。

## オープニング
初期
中期以降
牧場や湖畔などを描いたイラスト映像を背景に男女の青年が一緒にダンスをする様子がしばらく流れた後、自動車などを描いたイラストに変わり、中央に番組ロゴが表示される。なお、ダンスをしていた男女の青年は画面の四隅に移り、ダンスを続ける。その後、お城などを描いたイラスト映像を背景に男女の青年が一緒にダンスをする様子が少し流れた後、ダンスを止めて「追い掛け」や「空を飛ぶ」という動作を行う。
- 「空を飛ぶ」という動作の途中から背景映像が、入道雲が浮かぶ海水浴場の絵（ヨット多め。ここまでイラスト映像）から赤坂（製作局（TBS）の社屋所在地）の空撮映像に切り替わる。
- 「その後、お城などを描いたイラスト映像を背景に－」という記述以降は提供クレジットが表示される。

## 放映リスト
『ドラマチック22』というタイトルで放映されなかったドラマはこのリストに含めない。なお、『ビートたけし殺人事件　失われた魔人の伝説』は同番組の特別企画として放送したため、この回のみ放送時間を「21:30 - 23:48」に変更（24分拡大）して放送した。
| 作数 | 放送日          | タイトル（原作者）                                                    | 脚本              | 監督       | 主な出演者 |
| ---- | --------------- | --------------------------------------------------------------------- | ----------------- | ---------- | --- |
| 1    | 1989年 10月07日 | ビートたけし殺人事件 失われた魔人の伝説 （原作：そのまんま東）        | 奥村俊雄          | 難波一弘   | そのまんま東（東国原英夫）、名取裕子、川谷拓三、浜村純、かとうかずこ、鶴田忍、伊藤麻衣子、ビートたけし                                             |
| 2    | 1989年 10月14日 | ちょっとだけ覗かせて・結婚編                                          | 石原武龍          | 中山史郎   | 山田邦子、岡本麗、宮川一朗太、山口良一、阿藤海、片岡鶴太郎                                                                                         |
| 3    | 1989年 10月21日 | ばちあたり常夏娘                                                      | 橋本以蔵          | 中山史郎   | 井森美幸、高嶋政伸、吉川十和子、島崎俊郎、井上彩名、豊原功補                                                                                       |
| 4    | 1989年 10月28日 | 東大一直線・劣等先生が行く!                                           | 永沢慶樹          | 小田切正明 | 所ジョージ、大沢逸美、宍戸錠、岡本麗、高橋亮治、高橋由美子、藤岡琢也、角野卓造                                                                     |
| 5    | 1989年 11月04日 | 日本はどうなるシリーズ 「ザ・教育費」                                 | 矢島正雄          | 中山秀一   | 三宅裕司、山口美江、小林克也、麻丘めぐみ、芦田伸介、鮎川いずみ、高部知子、斉木しげる                                                               |
| 6    | 1989年 11月11日 | 哀愁の玉ねぎボーイ                                                    | 尾西兼一          | 助田卓     | 哀川翔、風見しんご、伊原剛志、篠原なぎさ、水島かおり、網浜直子、内田あかり、長塚京三                                                               |
| 7    | 1989年 11月18日 | 恋の街・東京 （原作：赤星たみこ）                                     | 橋本以蔵          | 佐藤健光   | 鈴木保奈美、阿部寛、島崎俊郎、吉川十和子、吉村明宏、梶原真理子、RIKACO、宮川大助・花子                                                             |
| 8    | 1989年 11月25日 | 空港で待つ女                                                          | 江連卓            | 国原俊明   | 山田邦子、鶴見辰吾、国広富之、RIKACO、秋本奈緒美、宇津井健                                                                                         |
| 9    | 1989年 12月02日 | お交際（）したい! ちょっと待った!                                     | 吉本昌弘          | 横井直行   | 前田耕陽、渡辺美奈代、嶋大輔、大西結花、梶原真理子、松本伊代、浅田美代子、谷隼人                                                                   |
| 10   | 1989年 12月09日 | 田舎のポリス物語 （原作：桜井一）                                     | 中村勝行          | 高橋勝     | 渡辺徹、島崎俊郎、五十嵐いづみ、MIE、伊東四朗、山谷初男                                                                                            |
| 11   | 1989年 12月16日 | 東京Xマス・ラブウォーズ                                               | 橋本以蔵          | 中山史郎   | 風間トオル、菊池桃子、吉田栄作、鈴木京香、吉村明宏、高橋ひとみ、ピンクの電話                                                                       |
| 12   | 1989年 12月23日 | 親父の一番長い日 （さだまさし原案、倉本聰監修）                       | 相葉芳久          | 柴田敏行   | 布施博、河合美智子、財津一郎、長江健次、山口良一、田中隆三、中原早苗、山村聰                                                                       |
| 13   | 1990年 01月06日 | 悪魔をやっつけろ!                                                     | 清水有生          | 吉田秋生   | 宮沢りえ、高橋かおり、小倉久寛、本田博太郎、岡田可愛、永瀬正敏、鶴田忍                                                                             |
| 14   | 1990年 01月13日 | 高田純次の“究極の選択” ・2つの妻を持つ男                              | 河本瑞貴          | 合月勇     | 高田純次、山口美江、東ちづる、宮川一朗太、朝川ひかる、アゴ勇、ストロング金剛                                                                       |
| 15   | 1990年 01月23日 | 診察室はレモン色（1）                                                 | 大原豊            | 小原宏裕   | 石野真子、篠田三郎、高部知子、ナース井手、山口良一、加茂さくら、浅見美那、出光元、千葉裕子、水島裕子                                               |
| 16   | 1990年 01月27日 | 高田純次の無責任社員物語（1）                                         | 石原武龍          | 辻理       | 高田純次、岡田奈々、谷啓、山口良一、清水ひとみ、ケーシー高峰、あめくみちこ、岩本多代、井上彩名                                                     |
| 17   | 1990年 02月03日 | こんな男と暮らしてみたい （原作：水上洋子）                           | 水谷龍二          | 横井直行   | かたせ梨乃、石黒賢、渡辺えり子、渡辺正行、ベンガル、中尾学                                                                                         |
| 18   | 1990年 02月10日 | 女子大生危険なアルバイト                                              | 大原豊            | 合月勇     | 鈴木保奈美、関根勤、ケーシー高峰、白石まるみ、西川弘志、富士真奈美                                                                                 |
| 19   | 1990年 02月17日 | 渋谷・青春坂・ラブホテル                                              | 岩松了            | 高野正雄   | 錦織一清、川上麻衣子、伊原剛志、五十嵐いづみ、原田大二郎、高瀬春奈、ベンガル                                                                       |
| 20   | 1990年 02月24日 | ミニパトより愛をこめて（1）                                           | 畑嶺明            | 長尾啓司   | 藤田朋子、長山洋子、布川敏和、山口良一、井上彩名、美木良介、石井愃一、銀粉蝶、段田安則                                                             |
| 21   | 1990年 03月03日 | なかよし （原作：赤星たみこ）                                         | 小林竜雄          | 佐藤健光   | 山口美江、阿部寛、中尾ミエ、吉村明宏、梶原真理子、田中陽子、鈴木ヒロミツ                                                                           |
| 22   | 1990年 03月17日 | 田舎の王子様・スキーへ行く                                            | 大平昌秀          | 小田切正明 | 布川敏和、柳沢慎吾、田中律子、中村あずさ、沢向要士、ぼんちおさむ、ピンクの電話                                                                     |
| 23   | 1990年 03月24日 | 課長さんがんばって ・30万円付き長期休暇を命ず                         | 大原豊            | 中山秀一   | 三宅裕司、斉藤慶子、鷲尾真知子、菊地陽子、平泉成、千石規子                                                                                         |
| 24   | 1990年 03月31日 | 超人刑事・シュワッチ （原作：林律雄、峰岸とおる）                     | 谷口秀一          | 矢野義幸   | 髙嶋政宏、吉村明宏、千葉美加、丹波義隆、梶原真理子、鈴木清順 特別出演：ウルトラマン                                                                |
| 25   | 1990年 04月14日 | アホバカOL vs 24時間男の激変                                          | 橋本以蔵          | 伊藤寿浩   | 井森美幸、吉田栄作、伊原剛志、武田久美子、鈴木京香、島崎俊郎、チャック・ウィルソン                                                                 |
| 26   | 1990年 04月21日 | 香港から来た女                                                        | 岡田惠和          | 和泉聖治   | 山下真司、ジョイ・ウォン、山村美智子、時任三郎、豊原功補、谷啓、ポール牧、片桐竜次、吉田美江                                                       |
| 27   | 1990年 04月28日 | 南くんの恋人 （原作：内田春菊）                                       | 斎藤博            | 原隆仁     | 石田ひかり、工藤正貴、白島靖代、宮下直紀、木内みどり、内田春菊、加藤治子                                                                           |
| 28   | 1990年 05月12日 | めざせ!イカ天 ロックンOL物語                                          | 塩田千種          | 小川定孝   | 藤田朋子、森川由加里、奥田圭子、豊原功補、岸部一徳、阿部寛、三宅裕司、相原勇                                                                       |
| 29   | 1990年 05月19日 | ハネムーン・ウォーズ                                                  | 尾西兼一          | 真船禎     | 薬丸裕英、高樹沙耶、蜷川有紀、ケーシー高峰、あめくみちこ、網浜直子、桜金造                                                                         |
| 30   | 1990年 05月26日 | 性風俗家族                                                            | 瀧川晃代 畑嶺明   | 合月勇     | いかりや長介、野川由美子、小林克也、仲本工事、生田悦子、宮下直紀、彩本美来、河相我聞、渡辺祐子                                                     |
| 31   | 1990年 06月02日 | ゴーゴー!バカ大将                                                     | 橋本以蔵          | 中山史郎   | 吉村明宏、鶴見辰吾、森尾由美、岡田眞澄、梶原真理子、仁藤優子、小林昭二、辻沢杏子                                                                   |
| 32   | 1990年 06月09日 | 亭主交換家族 （原作：嵐山光三郎）                                     | 田中晶子          | 小田切正明 | かたせ梨乃、西川のりお、角野卓造、根岸季衣、三原じゅん子、藤原亮、本郷直樹                                                                         |
| 33   | 1990年 06月16日 | 夫婦2組あぶない関係                                                   | 吉村ゆう          | 高橋勝     | 布施博、石野真子、斉藤慶子、嘉門達夫、衣田朋子、柳橋りん、浜田晃、大泉滉                                                                           |
| 34   | 1990年 06月30日 | ごきげんよう! 横断歩道でつかまえて                                    | 吉本昌弘          | 斉藤郁宏   | 渡辺満里奈、永瀬正敏、大西結花、湯江健幸、須間一也、奈月ひろ子、毒蝮三太夫、神山繁                                                                 |
| 35   | 1990年 07月07日 | 高田純次の無責任社員物語（2）                                         | 石原武龍          | 辻理       | 高田純次、岡田奈々、谷啓、ケーシー高峰、小野みゆき、山口良一、角野卓造、秋野太作、内田あかり、小川菜摘                                             |
| 36   | 1990年 07月14日 | 東京まゆつばCITY （原作：杉森昌武）                                   | 吉村ゆう          | 横井直行   | 杉本彩、三宅裕司、天宮良、梶原真理子、渡辺正行、渡辺えり子、伊藤智恵理、石橋正次                                                                   |
| 37   | 1990年 07月21日 | 僕はムコ養子 （原作：夢野一子）                                       | 小林竜雄          | 辻理       | 石黒賢、西村知美、京本政樹、風見しんご、野際陽子、中村れい子、白石まるみ、ウガンダ・トラ、夏木ゆたか、藤木悠                                       |
| 38   | 1990年 07月28日 | 俺たち純情ブラザーズ                                                  | 橋本以蔵          | 佐藤健光   | 渡辺徹、薬丸裕英、岡田奈々、森尾由美、左とん平、川野太郎                                                                                           |
| 39   | 1990年 08月04日 | ダンナ様は18歳                                                        | 吉田紀子          | 沢本均     | 諸星和己、秋野暢子、柳沢慎吾、稲川淳二、川越美和、中江有里、中村れい子、遠藤直人、大平シロー、清水美子、江戸家猫八                                 |
| 40   | 1990年 08月11日 | パパイラズ・俺たちはこの子のママじゃない （原作：石坂啓、堀田あきお） | 佐伯俊道          | 今井啓毅生 | 岩城滉一、布施明、古村比呂、香坂未幸、山口良一、円浄順子                                                                                           |
| 41   | 1990年 08月18日 | 私を故郷につれてって                                                  | 日暮裕一          | 辻理       | 渡辺正行、佳那晃子、赤塚真人、内田あかり、出光元、北村総一朗、石井洋祐、松本南美                                                                   |
| 42   | 1990年 08月25日 | とんでもポリスは恋泥棒 （原作：林葉直子）                             | 畑嶺明            | 横井直行   | 井森美幸、鷲尾いさ子、石黒賢、細川俊之、根岸季衣、並木史朗                                                                                         |
| 43   | 1990年 09月01日 | ミニパトより愛をこめて（2）                                           | 畑嶺明            | 長尾啓司   | 藤田朋子、長山洋子、布川敏和、高橋ひとみ、佐野史郎、石井愃一、銀粉蝶、有川博                                                                       |
| 44   | 1990年 09月08日 | 日本はどうなるシリーズ 「お嬢さま教育」                               | 矢島正雄          | 中山秀一   | 三宅裕司、山口美江、松山英太郎、西岡徳馬、可愛かずみ、四禮正明、鮎川いずみ、垂水悟郎                                                               |
| 45   | 1990年 09月15日 | 新米リポーター物語 （原作：岡嶋二人）                                 | 河本瑞貴          | 伊藤寿浩   | 佐野量子、野々村真、高橋ひとみ、桜金造、せんだみつお、菅田俊、笑福亭笑瓶、浅見美那                                                                 |
| 46   | 1990年 09月22日 | ごくごく平凡な家庭の “幸福な性” （原作：松本文絵）                    | 中園美保          | 今井啓毅生 | 宮崎美子、立花理佐、西川弘志、中村メイコ、坂上二郎、水沢アキ、山口良一                                                                             |
| 47   | 1990年 09月29日 | ちょっとだけ覗かせて ・ホステス編                                     | 石原武龍          | 中山史郎   | 山田邦子、原田大二郎、岡本麗、黒田アーサー、山口良一、安永亜衣、向井亜紀、白石まるみ                                                               |
| 48   | 1990年 10月13日 | 究極の誘惑・先生! ボクをお嫁さんにして???                             | 吉村ゆう          | 森山享     | 三宅裕司、梶原真理子、原日出子、螢雪次朗、伊東四朗、山崎大輔                                                                                       |
| 49   | 1990年 10月20日 | ニューメキシコから来た男 ・球団通訳助っ人物語 （原作：永倉万治）      | 内藤誠            | 山本晋也   | イッセー尾形、岸本加世子、小松政夫、亜仁丸レスリー、真木洋子                                                                                       |
| 50   | 1990年 10月27日 | 赤ちゃん、産んじゃう!                                                 | 吉本昌弘          | 久野浩平   | 室井滋、天宮良、名古屋章、岡本麗、松浦佐知子、島崎俊郎、あめくみちこ                                                                               |
| 51   | 1990年 11月03日 | 秋に嫁ぐ日                                                            | 相葉芳久          | 柴田敏行   | 国生さゆり、藤田弓子、仲谷昇、風見しんご、宝生あやこ、でんでん、山口美也子、絵沢萌子                                                               |
| 52   | 1990年 11月10日 | 姉貴の恋人                                                            | 橋本以蔵          | 中山史郎   | 井森美幸、喜多嶋舞、団優太、鈴木ヒロミツ、中山秀征、中村れい子、ルー大柴、中村ひとみ                                                               |
| 53   | 1990年 11月17日 | 下町商店街・結婚狂時代                                                | 吉村ゆう          | 福田真治   | 佐藤B作、岡田奈々、古尾谷雅人、ラサール石井、奥貫薫、エド山口、井上彩名、斎藤洋介、天園翔子                                                        |
| 54   | 1990年 11月24日 | 改札口・'90北海道秋物語 -帰省編                                       | 尾西兼一          | 赤羽博     | 薬丸裕英、森尾由美、野際陽子、山田吾一、中本賢、羽田美智子、宮田恭男、青島健介                                                                     |
| 55   | 1990年 12月08日 | 診察室はレモン色（2）                                                 | 水城ゆう          | 合月勇     | 石野真子、風見しんご、松坂季実子、李星蘭、大橋吾郎、内田朝雄、小鹿番、横山あきお                                                                   |
| 56   | 1990年 12月15日 | なかよし・恋の手ほどき （原作：赤星たみこ）                           | 小林竜雄          | 佐藤健光   | 山口美江、阿部寛、吉村明宏、田中陽子 ナレーター：TARAKO                                                                                            |
| 57   | 1990年 12月22日 | 絶唱 （原作：大江賢次）                                               | 山田正弘          | 脇田時三   | 渡辺満里奈、田中実、渡辺典子、村田雄浩 |
| 58   | 1991年 01月05日 | 高田純次の無責任社員物語（3）                                         | 石原武龍          | 辻理       | 高田純次、岡田奈々、谷啓、ケーシー高峰、中尾ミエ、山口良一、チャック・ウィルソン、あめくみちこ、井上彩名、内田あかり、佐原健二、立原友香、村田則男 |
| 59   | 1991年 01月12日 | ミニパトより愛をこめて（3）                                           | 畑嶺明            | 長尾啓司   | 藤田朋子、長山洋子、布川敏和、梶原真理子、桂三木助、石井愃一、銀粉蝶、清水章吾                                                                     |
| 60   | 1991年 01月19日 | 柴門ふみの恋愛論                                                      | 大石静            | 久保徹     | 秋吉久美子、小林聡美、伊原剛志、河合美智子、渡辺正行、船越英一郎                                                                                   |
| 61   | 1991年 01月26日 | 冗談じゃないよ！マイホーム                                            | 河本瑞貴          | 永峰明     | 美保純、鶴見辰吾、黒田福美、森公美子、岡本夏生、松坂季実子、中本賢、桜金造                                                                         |
| 62   | 1991年 02月02日 | 危険な女                                                              | 大石静            | 志村彰     | 渡辺正行、白島靖代、高瀬春奈、小林克也、三浦真弓、エド山口                                                                                         |
| 63   | 1991年 02月09日 | 夫のいない4日間                                                       | 吉本昌弘          | 斉藤郁宏   | 石野真子、薬丸裕英、山村美智子、西岡徳馬、勝俣州和、可愛かずみ                                                                                     |
| 64   | 1991年 02月23日 | 父と娘の結婚戦争                                                      | 橋本以蔵          | 中山史郎   | 小林稔侍、井森美幸、船越英一郎、松原智恵子、尚舞                                                                                                   |
| 65   | 1991年 03月02日 | オジサンは怒ってるんだゾ！                                            | 桃井章 小田切正明 | 小田切正明 | 伊東四朗、風吹ジュン、渡辺美奈代、細川俊之、野村昭子、夏木ゆたか                                                                                   |
| 66   | 1991年 03月09日 | ステキなわがままママ                                                  | 大石静            | 太田雅晴   | 所ジョージ、阿木燿子、原田大二郎、金沢碧、斎藤晴彦、相沢なほこ                                                                                     |
| 67   | 1991年 03月16日 | 泥だらけの純情 （原作：藤原審爾）                                     | 武上純希          | 高野正雄   | 岡本健一、渡辺満里奈、中村久美、高橋ひとみ |
| 68   | 1991年 03月23日 | 刑事犬カール・瀬戸内の追跡                                            | 石原武龍 橋塚慎一 | 伊藤寿浩   | 松下由樹、小西博之、三原じゅん子、生稲晃子、羽賀研二、佐野大輔、荻島真一、寺田農                                                                   |
| 69   | 1991年 03月30日 | 女房を上司に持つ夫 ・こんな生活イヤ！                                 | 日暮裕一          | 岩清水昌弘 | 高田純次、岡本麗、山口良一、鮎川いずみ、安永亜衣、泉晶子、ケーシー高峰                                                                             |

## ネット局
系列は当時の系列。
| 放送対象地域   | 放送局         | 系列    | 備考                                         |
| -------------- | -------------- | ------- | -------------------------------------------- |
| 関東広域圏     | 東京放送       | TBS系列 | 現在：TBSテレビ                              |
| 北海道         | 北海道放送     | TBS系列 |                                              |
| 青森県         | 青森テレビ     | TBS系列 |                                              |
| 岩手県         | 岩手放送       | TBS系列 | 現在：IBC岩手放送                            |
| 宮城県         | 東北放送       | TBS系列 |                                              |
| 山形県         | テレビユー山形 | TBS系列 |                                              |
| 福島県         | テレビユー福島 | TBS系列 |                                              |
| 山梨県         | テレビ山梨     | TBS系列 |                                              |
| 新潟県         | 新潟放送       | TBS系列 |                                              |
| 長野県         | 信越放送       | TBS系列 |                                              |
| 静岡県         | 静岡放送       | TBS系列 |                                              |
| 富山県         | テレビユー富山 | TBS系列 | 現在：チューリップテレビ、1990年10月開局から |
| 石川県         | 北陸放送       | TBS系列 |                                              |
| 中京広域圏     | 中部日本放送   | TBS系列 | 現在：CBCテレビ                              |
| 近畿広域圏     | 毎日放送       | TBS系列 |                                              |
| 島根県・鳥取県 | 山陰放送       | TBS系列 |                                              |
| 岡山県・香川県 | 山陽放送       | TBS系列 | 現在：RSK山陽放送                            |
| 広島県         | 中国放送       | TBS系列 |                                              |
| 山口県         | テレビ山口     | TBS系列 |                                              |
| 高知県         | テレビ高知     | TBS系列 |                                              |
| 福岡県         | RKB毎日放送    | TBS系列 |                                              |
| 長崎県         | 長崎放送       | TBS系列 |                                              |
| 熊本県         | 熊本放送       | TBS系列 |                                              |
| 大分県         | 大分放送       | TBS系列 |                                              |
| 宮崎県         | 宮崎放送       | TBS系列 |                                              |
| 鹿児島県       | 南日本放送     | TBS系列 |                                              |
| 沖縄県         | 琉球放送       | TBS系列 |                                              |

## テーマソング
初期
中期以降
オープニング
- 「君の歌に僕をのせて」歌：東京少年（invitation/ビクター音楽産業）

エンディング
- 「神無月にかこまれて」歌：香坂未幸[注 2]（フォーライフ）

## 番組の終焉
『ザ・サスペンス』（1982年4月 - 1984年9月）から始まり、『土曜ドラマスペシャル』（1988年4月 - 1989年9月）をリニューアルして登場した同番組は1991年3月に放送を終了し、TBS系列で土曜日の夜に放送した2時間ドラマ番組（スペシャルドラマとして扱う特別番組は除く）の歴史に終止符が打たれた。なお、同枠は翌月（1991年4月）から情報番組の『情熱ワイド!ブロードキャスター』（2008年9月終了）に引き継がれた。

## その他
- TBS系列で土曜22時に放送した2時間ドラマ番組、『土曜ドラマスペシャル』と『ドラマチック22』の放送回数は両番組とも69回だった（両番組の放映リストを参照）。